# 부평 김씨
부평 김씨(富平金氏)는 인천광역시 부평구를 본관으로 하는 한국의 성씨이다.
시조 김을진(金乙軫)은 신라 경순왕의 11세손으로, 그의 후손 김환(金丸)은 조선에서 충좌위부호군(忠佐衛副護軍)에 오랐다.

## 참고 자료
- “부평김씨(富平金氏)”. 뿌리를 찾아서.[깨진 링크(과거 내용 찾기)]